# Ла-Тур-ан-Мор'єнн
Ла-Тур-ан-Мор'єнн (фр. La Tour-en-Maurienne) — муніципалітет у Франції, у регіоні Овернь-Рона-Альпи, департамент Савоя. Ла-Тур-ан-Мор'єнн утворено 1 січня 2019 року шляхом злиття муніципалітетів Ле-Шатель, Ермійон i Понтамафре-Монпаскаль. Адміністративним центром муніципалітету є Ермійон. Населення — 1087 осіб (01.01.2021).